# 山口りえ
山口 りえ（やまぐち りえ、1990年12月16日 - ）は、日本のタレント、元アイドル。2012年8月より2015年1月までBLUE ROSE所属の女性アイドルグループ「アイドルカレッジ」のBチームリーダー、Cチームメンバーとして活動。
2016年から現在まで、昭和プロダクションに所属中。大阪府出身。血液型はA型。

## 来歴
- 2012年8月18日 渋谷マウントレーニアホールでのワンマンライブ『みんなひとつになれ！アイカレの伝えたいこと〜2012 夏 ☆雨のち晴れ☆』で、アイドルカレッジ初の練習生メンバーとしてアイドルカレッジに加入。
- 2013年12月21日 品川ステラボールでのワンマンライブ 『アイドルカレッジ感謝祭 〜史上最大のワンマンライブ2013〜』で練習生から候補生メンバーに昇格。
- 2014年2月5日 アキバ☆ソフマップ劇場での定期公演でチーム再編成が発表され、Bチームのリーダーに就任。部活動ユニットが発表され、放送部部長兼広報部部長に就任。
- 2014年9月11日 アキバ☆ソフマップ劇場での定期公演でチーム再編成が発表され、Cチームメンバーになる。
- 2015年1月31日 ハンドレッドスクエア倶楽部『ホームルーム〜ファン感謝イベント〜』でアイドルカレッジを卒業し、フリーに転向。
- 2016年より、昭和プロダクション所属となり活動の拠点を出身地の大阪府に移す。以降関西を中心にタレント活動を行う。
- 2020年6月29日 YouTubeにてチャンネル「りえてぃんのお肉道」を開設し、YouTuber活動を開始する。

## 人物
- 普段は関西弁だが、舞台では標準語も喋る。
- MCを担当することが多い。
- アイドル活動を始める前は、大阪のメイドカフェで、メイドのアルバイトをしていた。
- チャームポイントはえくぼ。
- 肉類が好物であり、2020年6月29日(肉の日)に「りえてぃんのお肉道」のチャンネル名でYouTubeチャンネルを開設した。

## 出演作品

### 舞台
- 『超青春合唱コメディSING!』2013年6月 東京芸術劇場シアターウエスト
- 『ドリームクレッシェンド！！！』2014年2、3月 AKIBAカルチャーズ劇場
- 『時空警察ヴェッカー改・ノエルサンドレ』2014年4月 小劇場B1
- 『ドリームクレッシェンド！！！〜帰ってきたアイカレ合唱部〜』2014年5月 AKIBAカルチャーズ劇場
- 『メイツ！〜ブラウン管の向こうへ〜』2016年1月 六行会ホール
- 『久馬歩編集 月刊コント』2017年8月 よしもと漫才劇場

### インターネット放送
- showroom『アイカLet's☆パーティータイム』2014年5月〜2015年1月

### DVD
- DVDドラマ『ヒゲ探偵』1話2014年6月26日、2.3話7月13日

### 雑誌
- 『LIVEアイドル図鑑 vol.1』2013年11月19日 オークラ出版
- 『アイドルーチュ！vol.1』2015年4月18日 ガム出版

### テレビ
- おうみ発630(2016年4月26日、NHK大津)
- こちらハッピー探偵社 2nd(2016年7月-2017年3月 RNC西日本放送)
- WHAT'S なにこれ！？(2017年4月-2021年3 RNC西日本放送)
- MONOモノ倶楽部(2022年3月- YTV読売テレビ)

### ケーブルテレビ
- 三関王(RCV京都ほか)
- 情報・ニュースとりどり「ゲツ→キン」(eo光チャンネル)
- ふわっと欣様(2016年6月1日-15日 J:COM)
- わちゃごなDo!(2019年4月1日-2023年3月31日 BAN-BANテレビ)
- ひがタン！ひがしはりま探検隊(2023年4月1日- BAN-BANテレビ)

### CM
- 滋賀県『石田三成CM』（コーラス）2016年3月

### ラジオ
- サンデーライブ ゴエでSHOW!（2016年5月29日、MBSラジオ)
- Reフレッシュ（2019年1月-2019年9月 FM aiai)
- りえてぃんの愛アイドルミーてぃんグ!!（2019年10月-2021年9月 FM aiai)
- ラジオが大好き！（ラジオ大阪)
- maido@station（2023年4月- YES-fm)

### コンテスト
- 第3期天神祭うちわ娘 (テレビ大阪)
- 第9期天神祭うちわ娘 (テレビ大阪)
- 第10期天神祭うちわ娘 (テレビ大阪)

## = その他
- 食品ロス削減啓発動画『サイキックKIKUちゃんの食品ロスもったいない運動』（姫路市）2020年12月14日